# Atelomycterus marmoratus
Atelomycterus marmoratus is een haai uit de familie van de Atelomycteridae. Het zijn kleine haaien die niet groter worden dan 70 cm. De soort leeft in koraalriffen in tropische zeeën.

## Beschrijving
Deze soort heeft als volwassen vis een lengte tussen de 46 en 62 cm. De maximale lengte is 70 cm. Zoals de meeste kleine soorten haaien is deze haai ongevaarlijk voor de mens. 

## Verspreiding en leefwijze
Hij komt voor in de kustwateren van de Indische Oceaan en de Grote Oceaan, van Bangladesh via Indochina tot aan Japan, en van Indonesië tot aan Westelijk Nieuw-Guinea.
Hoewel de soort algemeen wordt genoemd, is er weinig bekend over de ecologie en de voortplantingsbiologie. De soort leeft verborgen in holen en spleten van koraalriffen. In het gebied waar deze soort voorkomt bestaat een intensieve, meestal kleinschalige visserij. Hoewel er niet specifiek op deze kathaai wordt gevist, dreigt de soort te verdwijnen door aantasting van het leefgebied veroorzaakt door de visserij met dynamiet en de vernietiging van koraalriffen voor bouwactiviteiten. De koraalkathaai staat daarom als gevoelig op de internationale Rode Lijst van de IUCN en nadert zelfs de criteria voor kwetsbare diersoort.

## Hobby
Deze kathaai is een zeer gewilde soort bij aqauriumhouders. De vis kan gehouden worden in een middelgroot zeeaquarium (minstens 700 liter, voor volwassen dieren is 1700 liter het beste). Het is een actieve vis die zeer gevarieerd van kleur is.